# Horusögat

Wedjat, senare kallat Horus öga.

Horus öga (Wedjat; även Ras öga) eller (”Udjat”) är en fornegyptisk symbol för vaksamhet och gudomligt skydd, företrädesvis från Horus  eller Ra. Den förekommer ofta på skyddsamuletter. Symbolen syns vanligen på avbilder av Horus mor, Isis, liksom gudomligheter nära förknippade med henne. Ögat är en kraftfull symbol och symboliserar makten att se, upplysa och handla. Horus var sedan äldsta tid symbolen för faraos person och stod för mod och styrka. Ögat ansågs som symbol ha läkande krafter, och bars ofta som symbol i Egypten som skydd mot en förtida död. 
De gamla egyptierna använde också Horus öga för att skriva bråktal, se Binära talsystemet. 

## Andra religioner
Även i andra religioner spelar ögat en stor roll. Oden offrar exempelvis sitt ena öga för visdom.

## Fiktion
Även i vissa filmer dyker ögat upp.